# Louis de Viel-Castel
Charles Louis Gaspard Gabriel de Salviac de Viel-Castel, född den 14 oktober 1800 i Paris, död där den 6 oktober 1887, var en fransk baron, historieskrivare och diplomat. Han var bror till Horace de Viel-Castel.
Viel-Castel blev ambassadsekreterare i Madrid 1825 och i Wien 1828, 1829 underdirektör och 1849 direktör vid politiska avdelningen i utrikesdepartementet, men tog avsked efter statskuppen 1851. Han invaldes 1873 i Franska akademien. Viel-Castel författade Essai historique sur les deux Pitt (2 band, 1846), Histoire de la restauration (20 band, 1860–1878), vilket arbete belönades med Gobertska priset, samt en stor mängd artiklar i Revue des deux Mondes.